# SMS S 90
Az SMS S 90 a Császári Haditengerészet egyik rombolója, korabeli német megjelölés szerint nagy torpedónaszádja (Großes Torpedoboot) volt. A Schichau hajógyár építette Elbingben és 1899-ben készült el. A bokszerlázadást követően a német ágyúnaszádpolitika keretében 1900-ban a kínai Csingtao kikötőjébe helyezték át, mely az egyetlen tengerentúli német haditengerészeti támaszpont volt.
Az első világháború kitörésekor a Csingtaót blokád alatt tartó antant hajók közül előbb augusztusban sikeres tűzharcot vívott a Kennet brit rombolóval, majd októberben a japán Takacsiho cirkálót torpedótalálattal elsüllyesztette. Még ugyanezen napon, 1914. október 17-én üzemanyaghiány miatt legénysége partra futtatta és felrobbantotta.

## Tervezése – A nagy torpedónaszádok kifejlesztése
Az 1880-as évek közepétől a Császári Haditengerészet (Kaiserliche Marine) nagyszámú torpedónaszádot épített. A torpedónaszád-flottillák vezetésére kisebb számban valamivel nagyobb egységeket (ún. Divisionsbootokat) rendszeresítettek.
A Kaiserliche Marine az 1890-es évek közepétől tisztában volt azzal, hogy a jó tengerálló képességekkel rendelkező és más haditengerészeteknél szolgálatban lévőknél nagyobb torpedónaszádai révén egy esetleges háború esetén ütőképes fegyverrel rendelkezik, azonban ez az előny a megjelenő brit torpedórombolók (röviden: rombolók) miatt szertefoszolhat. A haditengerészetnél technikai és taktikai szempontok intenzív mérlegelése után egy olyan nagyobb méretű naszád megépítése mellett döntöttek, amely az újfajta rombolókkal szemben továbbra is offenzíven volt alkalmazható. Ehhez szükséges volt a méret növelése mellett az egy hajócsavaros megoldástól eltérni, valamint attól a gyakorlattól is, hogy hajónként csak egy tiszt teljesítsen szolgálatot. A kis torpedónaszádok (Kleine Torpedoboote)  legutolsó osztályához képest az új egységek vízkiszorítását a duplájára növelték és a csúcssebességük is elérte már a 27 csomót. Ezzel együtt javult a tengerjáró képességük és a tengerállóságuk.
Az 1898-tól megépítésre kerülő első nagy torpedónaszád-osztály az S 90-osztály volt. Az új egységekre a Großes Torpedoboot illetve a Hochesee Torpedoboot (nagy torpedónaszád illetve nyílt-tengeri torpedónaszád) megjelölést alkalmazták. Méretük elég nagy volt ahhoz, hogy a flottillák vezetéséhez szükséges plusz személyzetnek helyet adjanak, így nem volt szükséges külön Divisionsbootok megépítésére. Habár méretük megegyezett más országok korabeli torpedórombolóéival, alapvetően még mindig főként torpedókkal végrehajtandó támadások végrehajtását tekintették a fő feladatuknak és emiatt viszonylag gyenge tüzérséggel rendelkeztek. Ennek megfelelően az osztály tüzérségi fegyverei gyengébbek (kisebb űrméretűek) voltak a brit torpedórombolókénál, viszont eggyel több torpedóvető csővel rendelkeztek azoknál. A kor francia torpedórombolóival szemben minden tekintetben fölényben voltak.
A nagy torpedónaszádok első 12 darabból álló szériáját (jelölésük S 90–S 101) a Schichau-művek építették a Kelet-Poroszországban lévő Elbingben, mely hajógyár 1898 és 1901 között Németország fő torpedónaszád előállító üzemének számított. Ezt 1907-ig további hasonló megrendelések követték.

## Építése

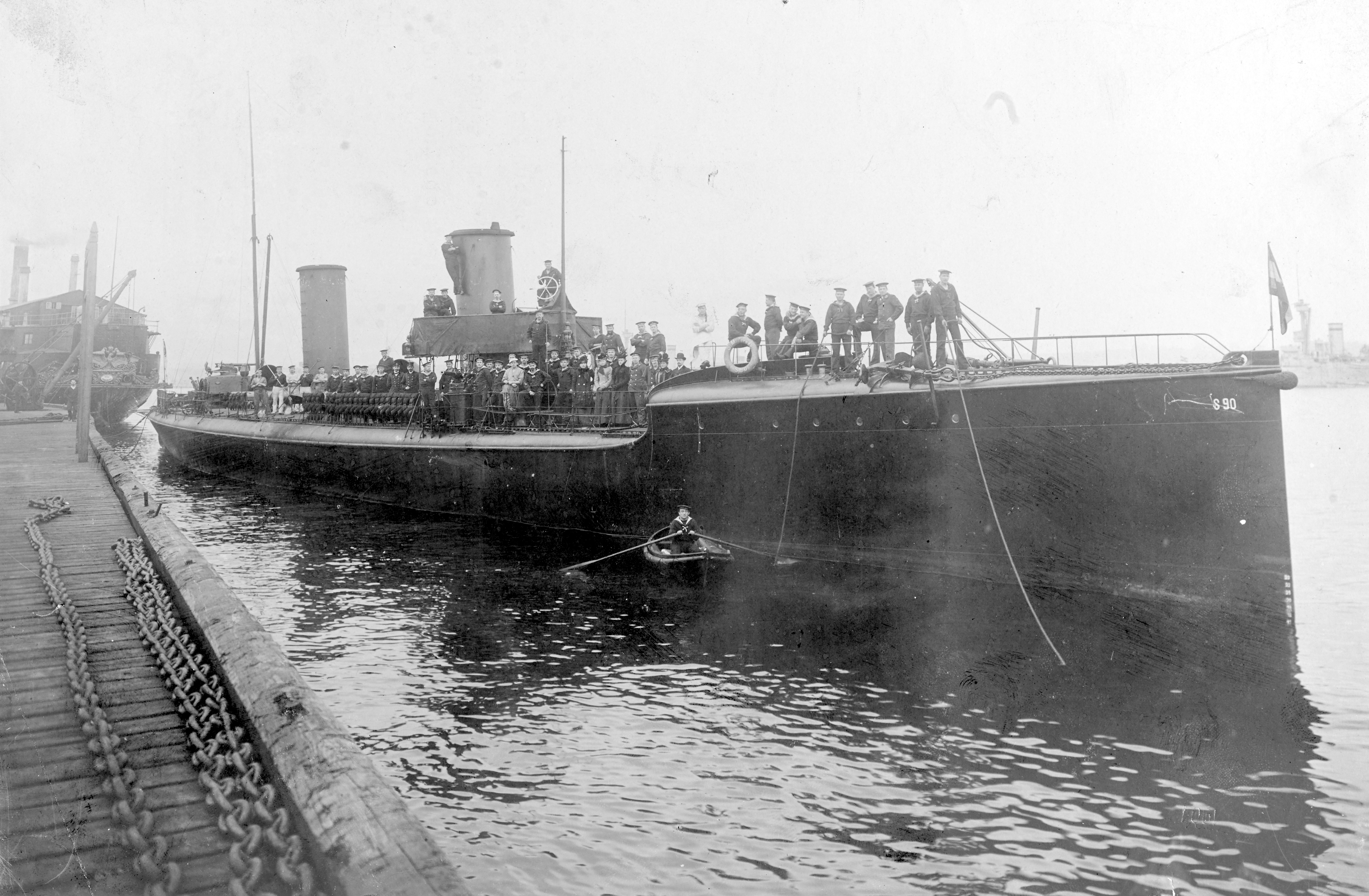
Az S 90 1901-ben

Az S 90-nek, az osztály névadó egységének a gerincét 1898-ban fektették le 644-es építési számmal. A vízrebocsátási ceremóniára 1899. július 26-án került sor és felszerelésével 1899. október 24-én végeztek.
Az S 90 teljes hosszúsága 63,0 m, legnagyobb szélessége 7,0 m, legnagyobb merülése 2,23 m. Konstrukciós vízkiszorítása 310 t volt, ami teljes terhelés mellett 394 t-ra nőtt. 
Míg a korabeli torpedónaszádok és rombolók előfedélzetének felépítménye púpos [turtleback forecastle) kialakítással rendelkezett, az S 90-osztály egységeinek rövid, emelt hajóorra volt, aminek révén jobb volt a tengerállóságuk.
Három széntüzelésű, vízcsöves kazán látta el nagy nyomású (15 atm) gőzzel a két háromhengeres kompaund gőzgépét, melyek összteljesítményét 5900 lóerőre, a hajó által ezáltal elérhető maximális sebességét 26,5 csomóra becsülték. A raktáraiban 93 tonna szénnek volt hely, de ezt 130 tonnára tudták növelni, ha a gépházban is raktároztak el belőle. Ez a többletmennyiség azonban már stabilitási problémákat okozhatott, ugyanakkor a hatótávolságát 830 tengeri mérföldre növelhette 17 csomós, avagy 690 tengeri mérföldre 20 csomós sebességgel való haladás mellett. 
Az 1899 novemberében megtartott sebességpróbák során teljesen felszerelve és 65 tonna szenet szállítva 26,4 csomós sebességet ért el.
A fegyverzetét három darab 5 cm űrméretű, 40-es kaliberhosszúságú gyorstüzelésű ágyú (5 cm SK L/40) alkotta. Egyet-egyet elől a felépítmény két oldalán, egyet pedig hátul helyeztek el.
Három különálló 45 cm-es torpedóvető csővel volt felszerelve, melyek közül az egyik a a hajóorr és a híd közötti résben, kettő pedig a hajó hátsó részén kapott helyet. Az ezekben tárolt torpedókon kívül kettőt tudott még szállítani. A hajó legénysége 50 főből állt.

## Szolgálata

### Békeidőben

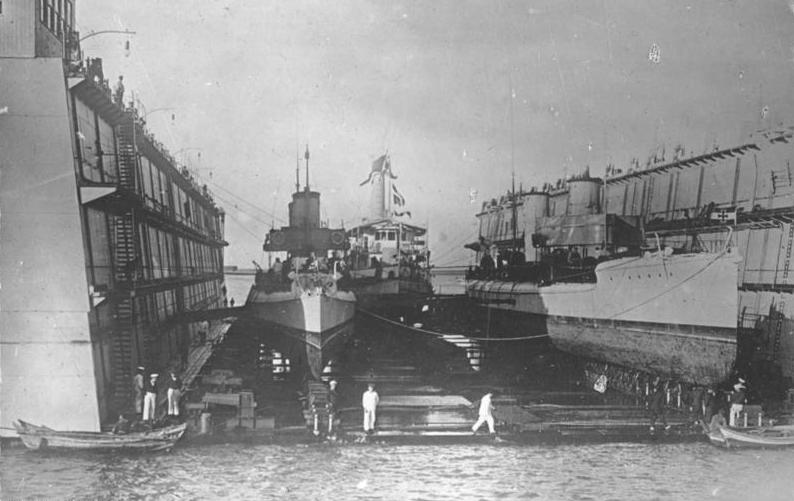
A Taku, a Vorwärts és az S 90 (jobb oldalon) a csingatói dokkban

A bokszerlázadás következtében a nagyhatalmak megerősítették haditengerészeti jelenlétüket a kínai partok előtt. Ennek az erősítésnek a keretében a Kaiserliche Marine három modern torpedónaszádot küldött Kelet-Ázsiába. A Kelet-ázsiai Expedciós Hadtest számára kórházhajónak szánt Gera gőzhajót kísérve 1900. július 26-án futott ki az S 90 két testvérhajójával, az S 91-gyel és az S 92-vel együtt. A kis kötelék október 6-án érkezett Sanghajba. Az újonnan érkező torpedónaszádok a Kurfürst Friedrich Wilhelm csatahajót és a Kelet-ázsiai Hajórajt a kínai partok és a folyótorkolatok ellenőrzésében segítették. A konfliktus végével az S 91 és az S 92 vissza lett rendelve és 1902. március 6-án a Kaiserin Augusta cirkálóval indultak útnak vissza Németországba.
Az S 90 a szintén a Schichau által gyártott, kínaiaktól elkobzott Taku rombolóval Csingtaóban maradt és a támaszpont biztosítását látták el, de alkalmazták őket az állomáshely körzetén való szolgálatra is. Ennek során főként a Jangce folyón és a kínai partok előtt fordultak meg. 1913-ban a Taku feneke súlyosan megrongálódott, miután érintette a Kiaucsou-öböl medrét és emiatt végleg kiesett a szolgálatból. Eddigre az S 90 is jelentősen elhasználódott és a két hajót 1914-ben három új építésű egységgel tervezték leváltani.

### Világháborúban

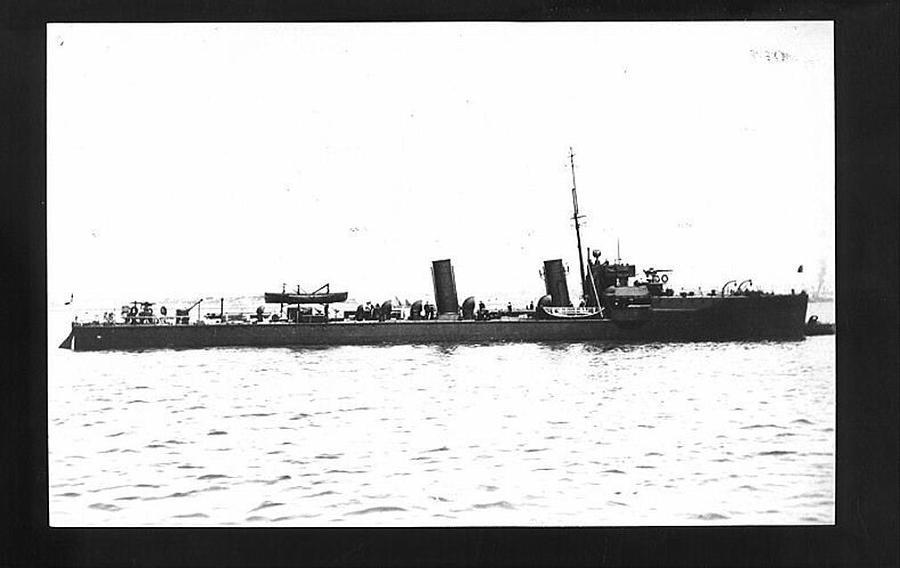
HMS Kennet

A világháború kitörésekor az S 90 Csingtaóban maradt a támaszpont biztosítási feladatainak ellátására, amit az Iltis ágyúnaszáddal közösen teljesítettek. Eközben biztosította a Csingtaóból az Ostasiengeschwader számára ellátmányt szállító hajók valamint az Emden könnyűcirkáló illetve a Prinz Eitel Friedrich és a Cormoran segédcirkálók kifutását. Augusztus közepétől a brit China Station hadihajói szorosabban ellenőrzésük alá vonták a Csingtaóból kivezető hajóutakat és több német hajót elfogtak. 1914. augusztus 22-én este egy három brit rombolóból álló brit kötelék észlelte az őrjáratozó S 90-et és megpróbálták elfogni. A Kennetnek sikerült lőtávon belülre kerülnie hozzá és tűz alá is vette, de a Csingtaóba visszatérni igyekvő S 90 viszonozta a tüzet és megrongálta erősebb ellenfelét, mely a partok közelébe érve a partvédelem ütegeitől tartva felhagyott az üldözéssel. (Lásd: Taikungtaui ütközet).

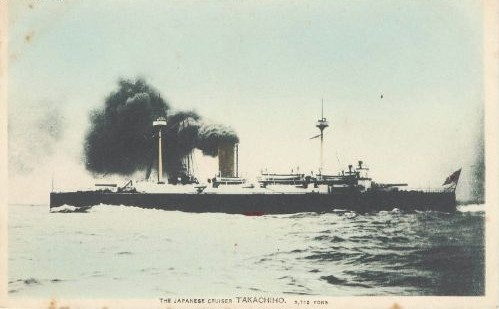
A Takacsiho japán cirkáló

Október közepén már látszott, hogy kiapadóban vannak a kolónia védelmének lehetőségei és emiatt az S 90 az egyik éjszakai őrjáratozása során megpróbált az antant hadihajók blokádján áttörni. E próbálkozás során 1914. október 17-én belebotlott a japán Takacsiho cirkálóba és kilőtt rá egy torpedót. A torpedó célba talált és elsüllyesztette a cirkálót. Legénységéből csak három fő maradt életben, 271 tengerész a hajójával együtt veszett oda. Ez volt Japán legnagyobb ellenséges behatásra történő embervesztesége az első világháború folyamán. A blokádot fenntartó közelben lévő rombolók az üldözésére indultak és miután az üzemanyaghiány miatt kilátástalannak tűnt, hogy el tudnának menekülni vagy visszatérhessenek a támaszpontra, a parancsnok, Paul Brunner sorhajóhadnagy a hajóját Csingtao közelében partra futtatta és felrobbantatta. A hajótörötteket a semleges Kína internálta. Két héttel később, október 30-án a német tengerészek a nankingi internálótáborból szökést kíséreltek meg, de elfogták őket.

## Fordítás
- Ez a szócikk részben vagy egészben  a   SMS S 90 című angol Wikipédia-szócikk ezen változatának fordításán alapul.  Az eredeti cikk szerkesztőit annak laptörténete sorolja fel. Ez a jelzés csupán a megfogalmazás eredetét és a szerzői jogokat jelzi, nem szolgál a cikkben szereplő információk forrásmegjelöléseként.
- Ez a szócikk részben vagy egészben  a   SMS S 90 című német Wikipédia-szócikk ezen változatának fordításán alapul.  Az eredeti cikk szerkesztőit annak laptörténete sorolja fel. Ez a jelzés csupán a megfogalmazás eredetét és a szerzői jogokat jelzi, nem szolgál a cikkben szereplő információk forrásmegjelöléseként.